# 哈辛托 (密西西比州)
哈辛托（英語：Jacinto）是位於美國密西西比州奧爾康縣的普查規定居民點。

## 歷史
哈辛托的郵局於1840年設立，其後於1909年停運。

## 人口
根據2020年美國人口普查的數據，哈辛托的面積為2.26平方千米，皆為陸地。當地共有人口52人，而人口密度為每平方千米23.01人。